# KMGU
A KMGU (oroszul: Контейнер малогабаритных грузов унифицированные) szovjet fejlesztésű, területcélok ellen bevethető légi szállítású katonai aknaszóró konténer. A henger alakú alumínium köpeny nyolc rekeszre van osztva, melyek a résztölteteket tartalmazzák. A rekeszajtók pneumatikusan nyithatóak, a résztölteteket tartalmazó tartályok szabadesésben lefelé hagyják el a tárolórekeszeket, majd a levegőben, zuhanás közben szórják a tölteteket. A köpeny (rekeszcsoport) előtt áramvonalazó kúp, mögötte pedig négy vezérsík van elhelyezve.
Résztöltetei:
- 96 darab (8×12 db) AO–2,5RT fokozott repeszhatású akna (töltettömeg: 2,5 kg; AO – aviacionnaja oszkolocsnaja)
- 96 darab (8×12 db) PTM–1 páncéltörő harckocsiakna (töltettömeg: 1,6 kg)
- 156 darab PFM–1SZ akna (töltettömeg: 80 g)

Továbbfejlesztett (meghosszabbított) változata a KMGU–2. Mindkettő az univerzális BD3–U (БД3-У) függesztősínekre szerelhető fel.
Hasonló nyugati eszközök a brit JP233, a BLG 66 Belouga és a német Mehrzweckwaffe 1. Orosz fejlesztésű még az RBK–250 és az RBK–500, valamint a repülőgépek elleni PROSAB–250 is (lásd még: „kazettás lőszer”). Alkalmazásukat a UNCCW (United Nations Convention on Certain Conventional Weapons) és az 1999-es Ottawai Szerződés korlátozza.

## Külső hivatkozások
- КМГУ az Ugolok nyeba enciklopédiában
- KMG-U – janes.com